# 야마토지선
야마토지선(일본어: 大和路線, やまとじせん)은 일본 교토부 기즈가와시의 가모역에서 오사카부 오사카시 나니와구의 JR 난바 역까지의 간사이 본선 서일본 여객철도 관할 구간을 이르는 운행 계통의 애칭이다. 덴노지 ~ 이마미야 간은 오사카 순환선과 중첩된다.

## 개요
나라와 오사카를 잇는 철도 노선 중 하나이다. 야마토지선이라는 애칭은 1988년 3월 13일부터 사용하고 있다. JR 발족 이후에는 오사카역에의 직통 열차가 야마토지 쾌속으로서 이름을 바꾸어 매시 3편 증발되었다. 오사카부 내의 역 이용자가 많고, 나라현 내의 이용자 수는 감소하고 있지만 나라 현 내의 학생 이용자 수는 조금씩 증가하고 있다. 간사이 본선의 오래된 열차나 짧은 편성의 열차가 많다.
현재 운영 관리 시스템의 도입 공사가 진행 중이고 히라노 역 부근의 상행선의 일부를 사용하는 화물열차가 운전되는 조토 화물선과의 분리 공사가, 나라 역의 고가화와 함께 배리어 프리 공사가 진행되고 있다.
야마토지 선 각 역에서는 ICOCA 및 이와 상용 가능한 IC 카드（ICOCA를 참조）가 사용이 가능하다.
2004년의 긴키교통심의회 답신 제8호에서 '운송력의 강화 등에 의한 서비스 향상 사업' 으로써 가모 - 기즈 간의 복선화에 대한 제안이 있었지만 실현되지는 않았다.

## 운행 형태
| 역명 | 구 | 쾌 | 직 | 야 |
| --- | -- | -- | -- | -- |
| 가모 | ●  | ●  |    | ●  |
| 기즈 | ●  | ●  | ●  |    |
| 나라야마 | ●  | ●  | ●  |    |
| 나라 | ●  | ●  | ●  | ●  |
| 고리야마 | ●  | ●  | ●  | ●  |
| 야마토코이즈미 | ●  | ●  | ●  | ●  |
| 호류지 | ●  | ●  | ●  | ●  |
| 오지 | ●  | ●  | ●  | ●  |
| 산고 | ｜ | ｜ | ｜ | ｜ |
| 가와치카타카미 | ｜ | ｜ | ｜ | ｜ |
| 다카이다 | ｜ | ｜ | ｜ | ｜ |
| 가시와라 | ｜ | ※  | ｜ | ｜ |
| 시키 | ｜ | ｜ | ｜ | ｜ |
| 야오 | ｜ | ｜ | ｜ | ｜ |
| 규호지 | ●  | ●  | ●  | ●  |
| 가미 | ｜ | ｜ |    | ｜ |
| 히라노 | ｜ | ｜ | ｜ |    |
| 도부시조마에 | ｜ | ｜ | ｜ |    |
| 덴노지 | ●  | ●  | ●  |    |
| 신이마미야 | ●  | ●  | ●  |    |
| 이마미야 | ●  | ｜ | ｜ |    |
| JR 난바 |    | ●  |    |    |
| 범례 - ※ = 시발 열차만 정차 - ☆ = 종착 열차만 정차 - 구 = 구간쾌속 - 쾌 = 쾌속 - 직 = 직통쾌속 - 야 = 야마토지 쾌속 - 라 = 야마토지 라이너 |    |    |    |    |

야마토지 선에서는 라이너 열차인 야마토지 라이너와 야마토지 쾌속, 쾌속, 구간쾌속, 직통쾌속, 각역에 정차하는 보통 열차가 운전되고 있다. 아래는 종별 운행 패턴이다.
| 종별/역명        | 종별/역명          | 가모 | 기즈 | 기즈 | …   | 나라 | 나라 | …   | 오지 | 오지 | …   | 가시와라 | 가시와라 | …   | 덴노지 | 덴노지 | …   | 이마미야 | 이마미야 | JR 난바 |     |
| ---------------- | ------------------ | ---- | ---- | ---- | --- | ---- | ---- | --- | ---- | ---- | --- | -------- | -------- | --- | ------ | ------ | --- | -------- | -------- | ------- | --- |
| 시간당 운행 편수 | 야마토지 쾌속      | 3편  | 3편  | 3편  | 3편 | 3편  | 3편  | 3편 | 3편  | 3편  | 3편 | 3편      | 3편      | 3편 | 3편    | 3편    | 3편 | 3편      |          |         |     |
| 시간당 운행 편수 | 쾌속               |      |      |      |     |      |      |     |      | 3편  | 3편 | 3편      | 3편      | 3편 | 3편    | 3편    | 3편 | 3편      | 3편      | 3편     | 3편 |
| 시간당 운행 편수 | 간쿠 · 기슈지 쾌속 |      |      |      |     |      |      |     |      |      |     |          |          |     |        | 3편    | 3편 | 3편      |          |         |     |
| 시간당 운행 편수 | 미야코지 쾌속      |      |      | 2편  | 2편 | 2편  |      |     |      |      |     |          |          |     |        |        |     |          |          |         |     |
| 시간당 운행 편수 | 보통               |      |      |      |     |      | 3편  | 3편 | 3편  | 3편  | 3편 | 3편      | 3편      | 3편 | 3편    | 3편    | 3편 | 3편      | 3편      | 3편     | 3편 |
| 시간당 운행 편수 | 보통               |      |      |      |     |      |      |     |      |      | 3편 |          |          |     |        |        |     |          |          |         |     |
| 시간당 운행 편수 | 보통               | 2편  |      |      |     |      |      |     |      |      |     |          |          |     |        |        |     |          |          |         |     |
| 시간당 운행 편수 | 순환선 보통        |      |      |      |     |      |      |     |      |      |     |          |          |     |        | 6편    | 6편 | 6편      |          |         |     |

### 열차 종별

#### 야마토지 라이너
야마토지 라이너(やまとじライナー)는 기즈 발 JR 난바 행 1편(평일 아침 러시아워)과 오사카 발 가모 행 2편(평일 저녁 러시아워)이 운행되고 있다. 기본적 승차권 이외에 승차정리권이 필요하다. 차량은 381계(히네노 전차구 소속)이 사용되지만 야마토지 라이너의 종별은 특급이 아닌 쾌속이기 때문에 승차정리권이 있으면 세이슌 18 티켓으로 이용할 수 있다.
정차역은 오사카 방면 기준으로 기즈, 나라야마, 나라, 호류지, 오지, 덴노지, 신이마미야이다. 모든 쾌속의 규호지 정차가 시행된 이후의 유일한 덴노지 ~ 오지 간 무정차 열차이다. 덧붙여 오사카의 포켓 시간표에는 신이마미야・덴노지 정차 안내는 되어있지 않다.
2011년 3월 12일 시간표 개정에 따라 폐지되었다.

#### 야마토지 쾌속
야마토지 쾌속(大和路快速)은 야마토지 선의 대표적인 종별로 오사카 - 가모간에 낮 시간대를 중심으로 20분 간격으로 운행하고 있다. 원래 간사이 본선과 오사카 순환선을 직통하는 쾌속열차는 1973년의 간사이 본선 전철화 이래 국철 시대부터 운전되고 있었지만 '야마토지 쾌속'이라는 애칭이 붙은 것은 1989년 3월의 일로 애칭은 공모를 통해 이루어졌다.
시종착역은 덴노지로, 덴노지의 오사카 순환선 승강장에서 교바시, 오사카, 벤텐초를 경유해 덴노지의 야마토지 선 승강장으로 입선하여 나라 방면으로 진출하는데 이 때문에 가모에서 시발하는 열차는 '야마토지 쾌속·오사카 순환선 열차'로 안내하고 있다.
모든 열차가 서일본 여객철도 221계 전동차로 운행되며 6량 편성이 기본이지만 출퇴근 시간대에는 8량 편성으로 운행되기도 한다. 또 토요일과 휴일의 야마토지 쾌속은 오지에서 후부 2 ~ 4량이 분리되어 와카야마 선으로 직결 운행하고 있다. 가모 발착 일부 열차는 간사이 본선 가메야마 방면 열차와 접속하게 된다.
120 km/h 운전에 수반해 이전에는 오사카 - 나라 간을 41분, 덴노지 - 나라 간을 29분에 이었지만 이는 221계 전동차의 성능을 최대로 사용한 것이었고 많은 승객들이 타고 내리는 덴노지나 오지에서의 정차 시간이 충분히 확보되어있지 않기 때문에 이 지역에서 만성적인 지연이 발생하고 있다. 이 때문에 2001년 3월의 다이아 개정 시의 규호지 정차를 계기로 오사카 - 나라 간의 소요 시간이 최소 44분으로 연장되었다. 게다가 후쿠치야마 선 탈선 사고의 영향으로 여유 정차 시간이 늘어나게 되어 2006년 3월 18일의 다이아 개정에서는 오사는 - 나라 역 간은 최소 46분, 덴노지 - 나라 간은 33분으로 연장되었다. 또 이 다이아 개정으로 오사카 방면 행의 열차는 기즈 또는 나라에서 장시간 정차하게 되었다.
덴리교도의 수요를 고려하여 덴리교의 집회가 있을 때에는 사쿠라이 선의 덴리역까지 임시운전하기도 한다.

#### 직통 쾌속
직통 쾌속은 2008년 3월 15일 오사카히가시 선의 부분 개업에 의해 설정된 열차로 나라역에서 시발하여 야마토지 선, 오사카히가시 선, 가타마치 선, JR 도자이 선을 경유하여 아마가사키 역 간을 운행하고 있다. 운행 편수는 하루 왕복 8편으로 아침의 나라 발 4편과 저녁의 아마가사키 발 4편이 운전되고 있다. 차량은 강체 차선으로 이루어진 지하 구간인 JR 도자이 선을 통과하기 위하여 팬터그래프를 2개 탑재한 서일본 여객철도 223계 전동차 6000번대가 운행되고 있다.

#### 쾌속
쾌속은 야마토지 쾌속과 더불어 대표적인 열차 종별로 거의 하루 종일 운전된다. 아침과 저녁에는 JR 난바 역 ~ 가모역 간의 운전이 기본이지만 일부 와카야마 선으로 직결 운행하는 열차도 설정되어 있다. 그 중의 일부 열차는 나라 행 또는 가모 행과 병결하여 오지 역에서 분리되어 운행한다. 이 경우에 한해 서일본 여객철도 221계 전동차가 한정 운용된다. 그러나 거꾸로의 운행에서 오지 역의 유도신호기는 존재하지 않는다. 아침 시간대에는 사쿠라이 선에서 직결 운행된 열차가 운전되어 과거에는 저녁의 사쿠라이 선 직통 열차나 열차 번호를 바꾸어 와카야마 선 고조 역까지 직통하는 열차가 존재한 바 있었다. 덴리교의 모임이 있을 때에는 사쿠라이 선 덴리역까지 운행되는 임시 열차도 있다.
차량은 서일본 여객철도 221계 전동차 4량 편성이 기본이지만 가끔 일본국유철도 103계 전동차 6 ~ 4량 편성, 일본국유철도 201계 전동차 6량 편성이 운행되기도 한다.

##### 가시와라 역 시발 쾌속
2008년 3월 15일의 시간표 개정으로 원래 통과역이었던 가시와라역에서 시발하는 JR 난바 역 행 쾌속 열차가 평일 아침 3편 설정되었다. 이는 오사카히가시 선 개업에 수반하여 새롭게 설정된 직통 쾌속이 야마토지 선을 경유하여 운전하게 되었기 때문으로 덴노지·JR 난바 방면에의 보완 역할로서 운전되고 있다. 이 쾌속은 3편 모두 규호지역에서 직통 쾌속과 같은 승강장에서 연락할 수 있는 시간표가 짜여져 있다. 덧붙여 가시와라 종착 쾌속은 운전되지 않는다.

#### 구간 쾌속
구간 쾌속(일본어: 区間快速 쿠칸카이소쿠[*])은 러시아워 시간대에 운행되는 종별로 오사카 순환선 내에서는 각 역에 정차하는 관계로 오사카 ~ 교바시 ~ 덴노지 간의 심한 혼잡으로 인해 전 차량이 8량 편성으로 운행되고 있다. 차량은 주로 서일본 여객철도 221계 전동차가 사용된다

#### 보통
각 역에 정차하는 열차로 주로 JR 난바 역 ~ 가시와라역, 오지 역, 나라역 간에 운전된다. 낮 중에는 JR 난바 역 ~ 나라역 간에서 20분 간격으로 운행되고 있다. 1995년 9월 30일의 시간표 개정부터 가시와라 행의 오지 연장 운행으로 낮 중에는 나라 행과 오지 행만 있게 되어 1997년에서 2006년의 시간표 개정까지는 대낮에는 오지 행과 나라 행이 20분 간격으로 운행되었다. 그 때문에 가시와라 ~ 오지 간의 각 역에서는 10분 간격에서 20분 간격으로 감편되었다. 나라 행은 가시와라 역에서 쾌속 다카다 행의 통과로 인한 대피를 행한다.
차량은 기본적으로 서일본 여객철도 103계 전동차나 서일본 여객철도 201계 전동차 6량 편성으로 운행되지만 서일본 여객철도 221계 전동차도 사용된다.

## 사용 차량
- 서일본 여객철도 221계 전동차 (나라 전차구 소속): 주로 쾌속으로 운행되지만 조조나 심야 등에는 보통 열차로 사용된다. 와카야마 선, 사쿠라이 선에도 운용된다. 1989년 운행에 투입되었다.
- 서일본 여객철도 223계 전동차 (미야하라 종합 운전소 소속): 오사카히가시 선 경유의 직통쾌속용 차량으로 2008년 3월 15일 시간표 개정에 따라 운용을 개시하였다. 야마토지 선 내에서는 나라역 ~ 규호지역 간에 운행되고 있다.
- 일본국유철도 103계 전동차 (나라 전차구 및 모리노미야 전차구 소속): 나라 전차구 소속의 차량은 전부 다른 노선으로 전출되어 간사이 본선에는 전철화 이래 한번도 투입되지 않았다. 전철화 당시에 간사이 본선에는 오사카 순환선이나 중앙선 쾌속에서 전입된 일본국유철도 101계 전동차가 운용되었다가 1983년에서 1985년 사이에 게이한신 완행선에의 201계 투입에 따라 퇴출된 103계 전동차로 대체되었다.
- 일본국유철도 201계 전동차 (나라 전차구 및 모리노미야 전차구 소속)
- 서일본 여객철도 207계 전동차 (아보시 종합 차량소 소속): 나라역 ~ 기즈역 간에 한해서 가타마치역 및 JR 도자이 선 직통의 구간 쾌속 및 쾌속 열차로 사용된다.

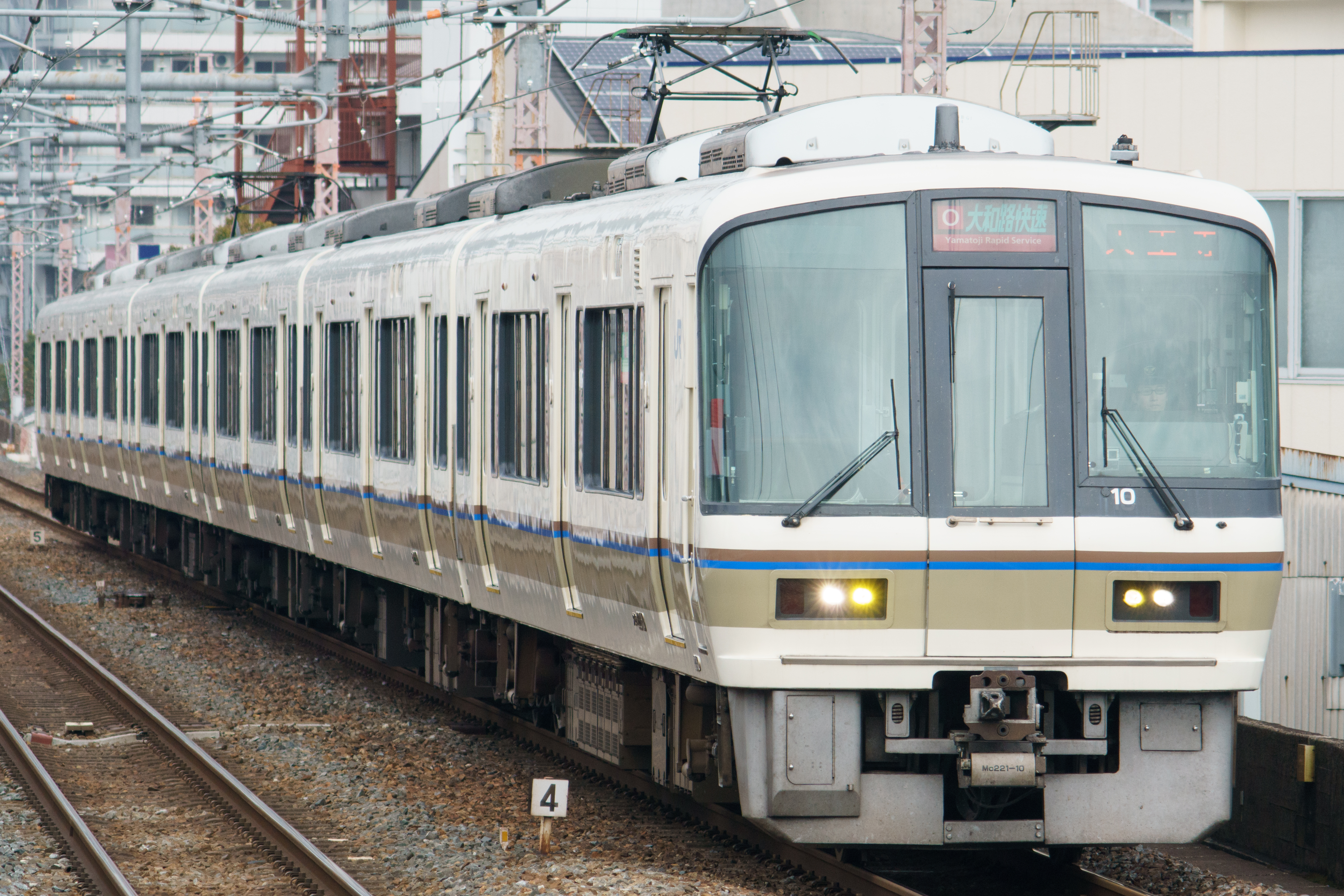
221계
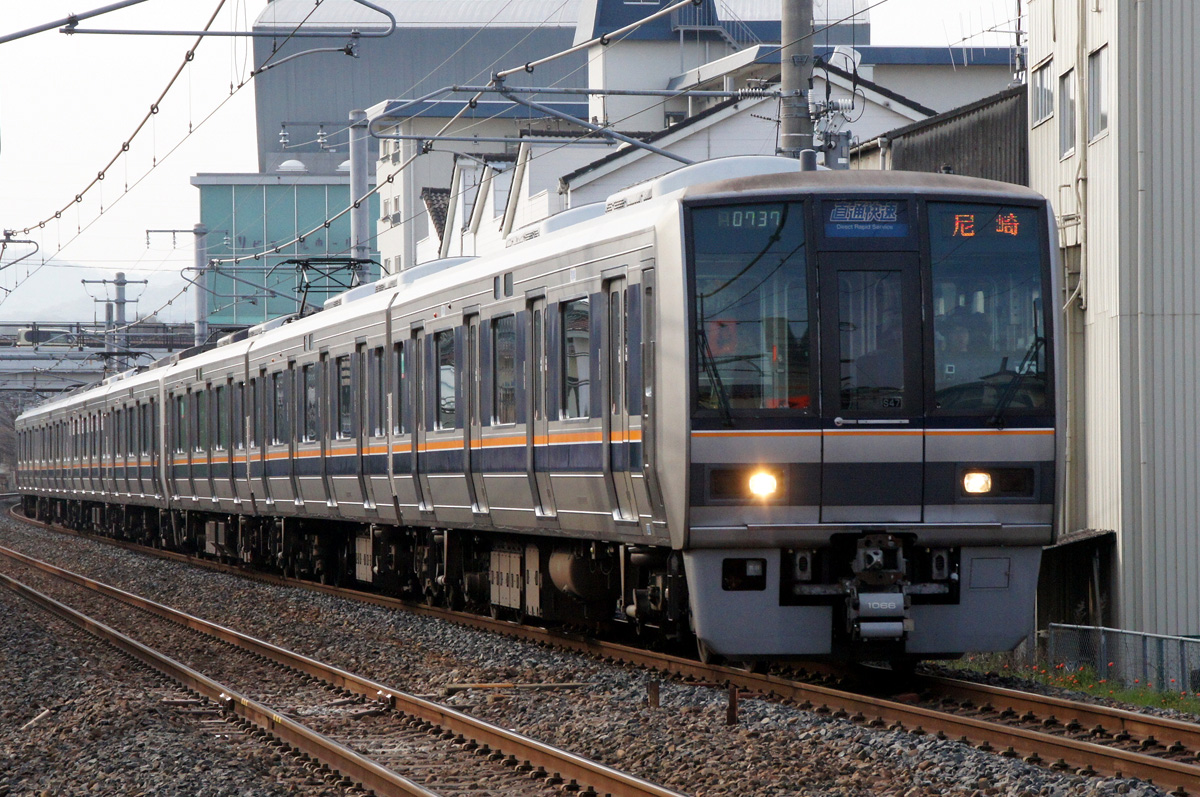
207계
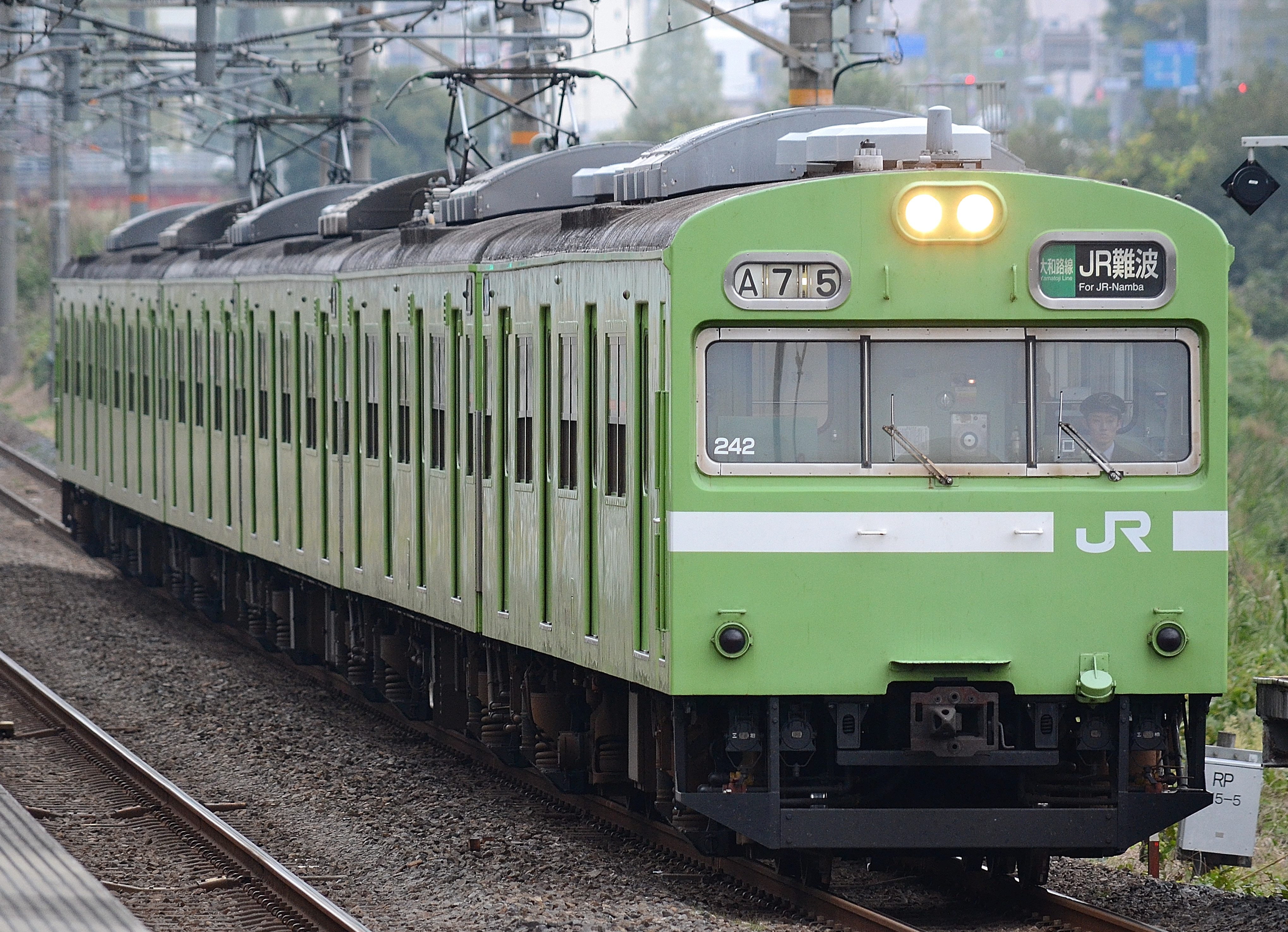
103계
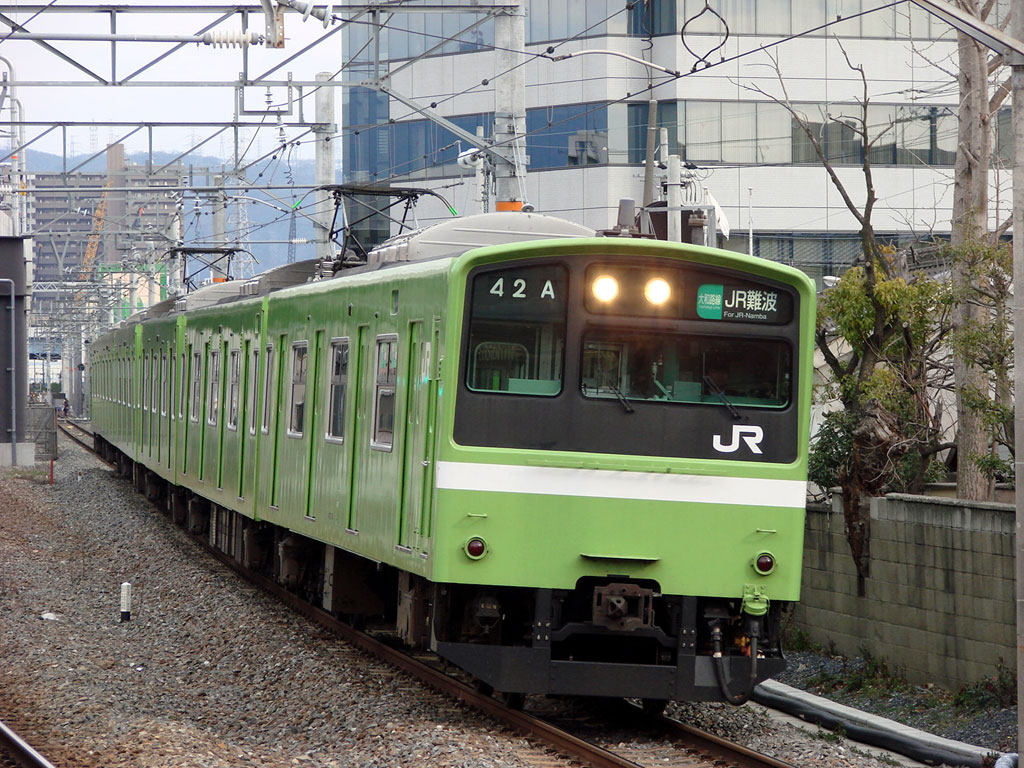
201계

## 역 일람
| 역명           | 일어 역명  | 접속 노선 | 역간 거리 | 누적 거리 | 소재지   | 소재지                     |
| -------------- | ---------- | --- | --------- | --------- | -------- | -------------------------- |
| 가모           | 加茂       | 가메야마 방면 | -         | 0.0       | 교토부   | 기즈가와시                 |
| 기즈           | 木津       | ■ 나라 선 ■ 갓켄토시 선 | 6.0       | 6.0       | 교토부   | 기즈가와시                 |
| 나라야마       | 平城山     | ■ 나라 선 | 3.2       | 9.2       | 나라현   | 나라시                     |
| 사호 신호장    | 佐保信号場 | | 0.9       | 10.1      | 나라현   | 나라시                     |
| 나라           | 奈良       | ■ 나라 선 사쿠라이 선 | 2.9       | 13.0      | 나라현   | 나라시                     |
| 고리야마       | 郡山       | | 4.8       | 17.8      | 나라현   | 야마토코리야마시           |
| 야마토코이즈미 | 大和小泉   | | 3.8       | 21.6      | 나라현   | 야마토코리야마시           |
| 호류지         | 法隆寺     | | 3.2       | 24.8      | 나라현   | 이코마군 이카루가정        |
| 오지           | 王寺       | 와카야마 선 긴키 닛폰 철도 이코마 선 (신오지 역) 긴키 닛폰 철도 다와라모토 선 (신오지 역) | 3.6       | 28.4      | 나라현   | 기타카쓰라기군 오지정      |
| 산고           | 三郷       | | 1.8       | 30.2      | 나라현   | 이코마 군 산고정           |
| 가와치카타카미 | 河内堅上   | | 2.9       | 33.1      | 오사카부 | 가시와라시                 |
| 다카이다       | 高井田     | | 2.4       | 35.5      | 오사카부 | 가시와라시                 |
| 가시와라       | 柏原       | 긴키 닛폰 철도 오사카 선 (가타시모 역) 긴키 닛폰 철도 도묘지 선 (가타시모 역) | 2.4       | 37.9      | 오사카부 | 가시와라시                 |
| 시키           | 志紀       | | 1.7       | 39.6      | 오사카부 | 야오시                     |
| 야오           | 八尾       | | 2.6       | 42.2      | 오사카부 | 야오시                     |
| 규호지         | 久宝寺     | ■ 오사카히가시 선 | 1.2       | 43.4      | 오사카부 | 야오시                     |
| 가미           | 加美       | | 1.7       | 45.1      | 오사카부 | 오사카시 히라노구          |
| 히라노         | 平野       | 가타마치 선 화물 지선 간사이 본선 화물 지선 | 1.5       | 46.6      | 오사카부 | 오사카시 히라노구          |
| 도부시조마에   | 東部市場前 | | 1.5       | 48.1      | 오사카부 | 오사카 시 히가시스미요시구 |
| 덴노지         | 天王寺     | ■ 오사카 순환선 ■ 한와 선 ■ 오사카 메트로 미도스지선 ■ 오사카 메트로 다니마치선 한카이 전기 궤도 우에마치 선 (덴노지 역앞역) 긴키 닛폰 철도 미나미오사카 선 (오사카 아베노바시 역)                                                                                  | 2.4       | 50.5      | 오사카부 | 오사카 시 덴노지구         |
| 신이마미야     | 新今宮     | ■ 오사카 순환선 난카이 전기 철도 본선 난카이 전기 철도 고야 선 ■ 오사카 메트로 미도스지선 (도부쓰엔마에 역) ■ 오사카 메트로 사카이스지선 (도부쓰엔마에 역) | 1.0       | 51.5      | 오사카부 | 오사카 시 나니와구         |
| 이마미야       | 今宮       | ■ 오사카 순환선 | 1.2       | 52.7      | 오사카부 | 오사카 시 나니와구         |
| JR 난바        | JR難波     | 긴키 닛폰 철도 난바 선 (오사카 난바 역) 한신 전기 철도 난바 선 (오사카 난바 역) 난카이 전기 철도 본선 (난바 역) 난카이 전기 철도 고야 선 (난바 역) ■ 오사카 메트로 미도스지선 (난바 역) ■ 오사카 메트로 요쓰바시선 (난바 역) ■ 오사카 메트로 센니치마에선 (난바 역) | 1.3       | 54.0      | 오사카부 | 오사카 시 나니와구         |

## 같이 보기
- 간사이 본선
- 어번 네트워크